# Michele Rinaldi (motociclista)
Michele Rinaldi (Parma, 9 marzo 1959) è un pilota motociclistico italiano ritiratosi dall'attività agonistica e dirigente sportivo.

## Carriera
Rinaldi esordì nelle competizioni nel 1973, a 14 anni, partecipando con un'Ancillotti 50 ai Giochi della Gioventù. Successivamente venne notato dalla TGM, piccola Casa parmense con cui fece il suo debutto nel Campionato Italiano Cadetti di cross nel 1974: in quello stesso anno fu campione regionale cadetti con la "50" parmense. Nel 1975 il pilota emiliano cambiò cilindrata (dalla 50 alla 125), finendo al quarto posto il campionato nazionale cadetti della ottavo di litro. Promosso a Juniores nel 1976, corse con le TGM 125 e 250, ottenendo il secondo posto nel campionato delle ottavo di litro e il sesto posto in 250.
Il titolo Juniores ottenuto nel 1977 in 125 portò Rinaldi alla promozione a Seniores per la stagione 1978. Quella stagione vide l'esordio nel Mondiale Cross classe 125, con un 12º posto finale, migliorato l'anno dopo (8º posto). La stagione della consacrazione per Rinaldi fu il 1980, quando terminò con la poco più che artigianale TGM il Mondiale al 2º posto, ad appena 5 punti da Harry Everts con la Suzuki. In quell'anno l'accoppiata Rinaldi-TGM vinse la prima manche del GP di Jugoslavia e il GP d'Italia a Montevarchi, dominato vincendo entrambe le manche.
Per il 1981 Rinaldi firmò per la Gilera, attratto dalla possibilità di vincere il titolo con una Casa dotata di buone risorse tecniche e finanziarie. Il pilota parmense resterà sotto contratto con la Casa di Arcore nel biennio 1981-1982, ottenendo due terzi posti nel Mondiale 125, un risultato al di sotto delle aspettative, specie nella stagione 1982, caratterizzata da rotture e forature a ripetizione. Fu così che Rinaldi decise di accasarsi nel 1983 con la Suzuki. In quella stagione terminò il Mondiale della 125 al 2º posto, mentre l'anno successivo arrivò il sospirato titolo mondiale, sempre nella ottavo di litro, ottenuto nonostante il ritiro della Casa giapponese dalle competizioni e un infortunio che lo aveva costretto a saltare le prime gare dell'anno (in cui vinse anche il titolo nazionale). Nella stagione 1985 Rinaldi salì di categoria, passando alla 250, terminando al 4º posto il Mondiale e vincendo l'Italiano di 250 e 500.
L'attività da pilota di Rinaldi continuerà fino al 1987, anno in cui deciderà di terminare la carriera di crossista (dopo aver partecipato anche alla Parigi-Dakar di quell'anno) per dedicarsi totalmente a quella di team manager, iniziata nel 1984 autogestendosi a causa del già citato ritiro Suzuki. Nel 1992 Rinaldi lascerà la Suzuki per passare a dirigere il team Yamaha, ottenendo svariati titoli con Bob Moore, Alessandro Puzar, Andrea Bartolini, Stefan Everts e David Philippaerts.

## Risultati nel Mondiale Cross
| Anno | Classe | Moto   | Posizione |
| ---- | ------ | ------ | --------- |
| 1978 | 125    | TGM    | 12º       |
| 1979 | 125    | TGM    | 8º        |
| 1980 | 125    | TGM    | 2º        |
| 1981 | 125    | Gilera | 3º        |
| 1982 | 125    | Gilera | 3º        |
| 1983 | 125    | Suzuki | 2º        |
| 1984 | 125    | Suzuki | 1º        |
| 1985 | 250    | Suzuki | 4º        |
| 1986 | 250    | Suzuki | 2º        |
| 1987 | 250    | Suzuki | 4º        |